# Casademont
Casademont és una empresa de productes carnis de capital aragonès (Piensos Costa) i ubicada al municipi Bonmatí (Girona).
El 2013 les exportacions de l'empresa van suposar un 45% de la facturació total, que fou de 55 milions d'euros. A més de tenir marca pròpia, l'empresa fabrica per a tercers mitjançant el sistema de marca blanca. En 2016 va entrar en concurs de creditors i al 2017, Casademont fou adquirida pel grup aragonès Costa. Dirigida desde 2019 fins Maig de 2021 per Josep Buixeda, va passar de 29 milions de facturació en 2018 a 57 milions al 2021 i un 30% d'exportació.
L'empresa ha patrocinat el Club Bàsquet Sant Josep Girona, que durant un temps es va dir Casademont Girona.